# 劉文金
劉文金（りゅう ぶんきん、Liu Wenjin, 1937年5月 - 2013年6月27日）は、中国の民族音楽作曲家。
河北省唐山市出身。1956年、中央音楽学院に入学し、作曲・和声・管弦楽法などの理論を学び、二胡・笙などの中国民族楽器の演奏法を学ぶ。在学中に二胡とピアノのための『豫北叙事曲』と『三門峡暢想曲』を作曲し、中国民族音楽界にセンセーションをまきおこした。1961年より中央民族楽団で作曲に従事する。代表作に二胡協奏曲『長城随想』（1982）、中国民族管弦楽曲『忘れがたき溌水節』などがある。

## 作品
- 二胡協奏曲『長城随想』
- 中国民族管弦楽曲『忘れがたき溌水節』
- 中国民族管弦楽曲『十面埋伏』
- 中国民族管弦楽曲『音楽会序曲』
- 二胡独奏曲『豫北叙事曲』
- 二胡独奏曲『三門峡暢想曲』
- 板胡独奏曲『辺寨の夜』